# Ricardo Cierbide
Ricardo Cierbide Martinena (o Ciérbide) (Tafalla, Navarra, 4 de març de 1936 - Vitoria, 6 de gener de 2018) fou un filòleg especialista en onomàstica i en les llengües romàniques antigues del País Basc i altres àrees veïnes com el romànic de Navarra i l'occità.

## Biografia
Ricardo Cierbide va fer la seva tesi doctoral sobre el romànic de Navarra sota la direcció de Rafael Lapesa. També va fer algunes publicacions importants sobre l'occità de Navarra.
Fou professor en diverses universitats: Athénée Royal de Kikwit (Zaire) (1964-1968), Universitat de Deusto (1970-1979) i a la Universitat del País Basc (UPV/EHU) (1979-2011). Fou catedràtic de Gramàtica històrica espanyola en aquesta darrera universitat, on es jubilà i fou professor emèrit.
Les seves publicacions, molt nombroses, inclouen temes de filologia (edició i estudi de textos, sobretot no literaris) però també sobre l'Edat Mitjana i la seva vida quotidiana (alimentació, economia, medicina, religiositat). També publicà algun estudi biogràfic sobre altres filòlegs i textos autobiogràfics (Vasconavarros en el oeste americano: memorias de un viaje y otras historias. Tafalla, 1997; Caminos de libertad: memorias de un navarro de su tiempo. Vitoria-Gasteiz, 2006).
Fou membre de nombroses associacions científiques i col·laborador, per la zona corresponent, del projecte PatRom.
El 2017 es publicà una miscel·lània en el seu honor promoguda per la Societat Basca d'Onomàstica i l'ajuntament de Tafalla.

## Obra publicada (llibres)
- Cierbide, Ricardo. Notas lingüísticas al registro del Concejo de Olite (1224-1533).  Madrid: Editorial Gredos, 1972.
- Cierbide, Ricardo. Primeros documentos navarros en romance (1198-1230) Comentario Lingüistico..  Pamplona: Institución Príncipe de Viana, 1972.
- Cierbide, Ricardo. Registro del Concejo de Olite (1224-1537). Notas y texto paleográfico.  Pamplona: Institución Príncipe de Viana, 1974.
- Cierbide, Ricardo. Inventario de bienes de Olite. Estudio preliminar, transcripción, glosario y notas.  Madrid: Real Academia de la Historia, 197?.
- Cierbide, Ricardo. Inventario de bienes de Olite (1496). Con Paul Muñoyerro..  Pamplona: Institución Principe de Viana. [Publicado en entregas en LD 5 (1975) y BRAH 172-179 (1975-1982)], 1978.
- Cierbide, Ricardo. Olite en el siglo XIII: población, economía y sociedad de una villa navarra en plena Edad Media (Roldes de 1244-1264). Con José Ángel Sesma..  Pamplona: Institución Príncipe de Viana., 1980.
- Cierbide, Ricardo. Lengua y literatura románica en torno al Pirineo: IV Cursos de Verano de San Sebastián = Donostiako Udako IV. Ikastaroak. Director..  Bilbao: Universidad del País Vasco., 1986.
- Cierbide, Ricardo. Pirenaico navarro-aragonés, gascón y euskera: V Cursos de Verano en San Sebastian = Donostiako Udako V Ikastaroak. Coordinador..  Bilbao: Universidad del País Vasco., 1987.
- Cierbide, Ricardo. La Virgen del Cólera: (Olite): crónica del año centenario (1885-1985). Con Lucas Ariceta Esnaola y Javier Corcín..  Burgos: Aldecoa., 1987.
- Cierbide, Ricardo. Estudio lingüístico de la documentación medieval en lengua occitana de Navarra..  Bilbao: Universidad del País Vasco., 1988.
- Cierbide, Ricardo. 1990 Colección diplomática de documentos Gascones de la Baja Navarra (siglos XIV-XV). Archivo General de Navarra. Vol 1. (= Fuentes documentales medievales del País Vasco 25). Con Julián Santano..  Donostia: Eusko Ikaskuntza. [El Vol. 2 en 1995]., 1990.
- Cierbide, Ricardo. 1991 Euskal Herria : lugar de encuentro de lenguas y culturas. Vitoria-Gasteiz: Real Sociedad Bascongada de los Amigos del País, Comisión de Álava. También como artículo en Revista de lenguas y literaturas catalana, gallega y vasca 1, 1991, pp. 87-123..  Madrid: Real Academia de la Historia, 1997.
- Cierbide, Ricardo. Censos de Poblacion de La Baja Navarra (1350-1353 y 1412). (= PatRom 7)..  Tübingen: Niemeyer. Reeditado en 2012 (Berlin: Walter de Gruyter), 1993.
- Cierbide, Ricardo. Le Censier gothique de Soule. Con Jean-Baptiste Orpustan y Michel Grosclaude..  Baigorri: Editions Izpegi., 1994.
- Cierbide, Ricardo. Dantzariak: historia de los Grupos de danzas de Tafalla..  Tafalla: Altaffaylla Kultur Taldea., 1994.
- Cierbide, Ricardo. Actes du IVe Congrès international de l'AIEO, Association Internationale d'Études Occitanes. Vitoria-Gasteiz, 22-28 août 1993. 2 vol. Con Emiliana Ramos. Editor..  Vitoria-Gasteiz: Association Internationale d'Études occitanes., 1994.
- Cierbide, Ricardo. Colección diplomática de documentos Gascones de la Baja Navarra (siglos XIV-XV). Archivo General de Navarra. Vol 2. (= Fuentes documentales medievales del País Vasco 59). Con Julián Santano..  Donostia: Eusko Ikaskuntza. [El Vol. 1 en 1990]., 1995.
- Cierbide, Ricardo. Guilhem Anelier de Tolosa, La Guerra de Navarra. Nafarroako Gudua, Vol. 2: Estudio y edicion. Con Maurice Berthe. Pamplona: Nafarroako Gobernua = Gobierno de Navarra..  Madrid: Real Academia de la Historia, 1995.
- Cierbide, Ricardo. Documentación medieval del Monasterio de Santa Clara de Estella (siglos XIII-XVI). (= Fuentes documentales medievales del País Vasco 66). Con Emiliana Ramos..  Donostia: Eusko Ikaskuntza., 1996.
- Cierbide, Ricardo. Documentación medieval del Monasterio de Santa Engracia de Pamplona, siglos XIII-XVI. (=Fuentes documentales medievales del País Vasco 73). Con Emiliana Ramos..  Donostia: Eusko Ikaskuntza., 1997.
- Cierbide, Ricardo. Vasconavarros en el oeste americano: memorias de un viaje y otras historias..  Tafalla: Imp. Ainzúa., 1997.
- Cierbide, Ricardo. Arnaud d'Oihenart (1592-1667): vida y obra. (= Egintzak 2)..  Vitoria-Gasteiz: Real Sociedad Bascongada de los Amigos del País, Comisión de Álava., 1997.
- Cierbide, Ricardo. Documentacion Medieval del Archivo Municipal de Pamplona. Vol. I: (1129-1356) . (= Fuentes documentales medievales del País Vasco 85). Con Emiliana Ramos..  Donostia: Eusko Ikaskuntza., 1998.
- Cierbide, Ricardo. Documentación medieval del Monasterio de San Pedro de Ribas de Pamplona (siglos XIII-XVI). (= Fuentes documentales medievales del País Vasco 80). Con Emiliana Ramos..  Donostia: Eusko Ikaskuntza, 1998.
- Cierbide, Ricardo. Estatutos antiguos de la Orden de San Juan de Jerusalén..  Pamplona: Gobierno de Navarra / Instituto Complutense de la Orden de Malta., 1999.
- Cierbide, Ricardo. La Via Podiensis (Le Puy-en-Velay – Moissac – Vitoria): apuntes de una experiencia europea..  Vitoria-Gasteiz: Fundación Caja Vital Kutxa Fundazioa / Asociación de Amigos del Camino de Santiago de Álava., 1999.
- Cierbide, Ricardo. Documentacion medieval del archivo municipal de Pamplona. Vol. 2: (1357-1512). (= Fuentes documentales medievales del País Vasco 96). Con Emiliana Ramos..  Donostia: Eusko Ikaskuntza., 2000.
- Cierbide, Ricardo. Archivo municipal de Tafalla (1157-1540). (= Fuentes documentales medievales del País Vasco 111). Con Emiliana Ramos..  Donostia: Eusko Ikaskuntza., 2001.* Cierbide, Ricardo. Edició crítica dels manuscrits catalans inèdits de l'orde de Sant Joan de Jerusalem (s. XIV-XV).  Barcelona: Fundació Noguera, 2002.
- Cierbide, Ricardo. Estatutos de la Orden de San Juan de Jerusalén. Edición crítica de los manuscritos occitanos del Siglo XIV. Les Statuts de l' Ordre de Saint – Jean de Jérusalem.  Édition critique des Manuscrits en langue d' Oc du XIVe Siècle. Con M. Rose Bonnet. Bilbao: Universidad del País Vasco., 2006.
- Cierbide, Ricardo. Libro de confitura para el uso de Elías Gómez maestro cerero y confitero de la ciudad de Olite. Año de 1818. Con Javier Corcin..  Ayuntamiento de Olite, 2006.
- Cierbide, Ricardo. Caminos de libertad: memorias de un navarro de su tiempo.  Vitoria-Gasteiz, 2006.
- Cierbide, Ricardo. Censos de Poblacion de La Baja Navarra (1350-1353 y 1412)..  Reedición de la obra de 1993 (Tübingen: Niemeyer), Berlin: Walter de Gruyter, 2012.
- Cierbide, Ricardo. La cultura del vino en la Merindad de Olite..  Vitoria-Gasteiz: Ikusager Ediciones, S.A., 2015.
- Cierbide, Ricardo. Ayuntamiento de Barrundia (Álava): Historia y Tradiciones Populares.  Vitoria-Gasteiz. En prensa., 2016.